# Neoseiulus tauricus
Neoseiulus tauricus är en spindeldjursart som först beskrevs av Livshitz och Kuznetsov 1972.  Neoseiulus tauricus ingår i släktet Neoseiulus och familjen Phytoseiidae. Inga underarter finns listade i Catalogue of Life.